# Percina cymatotaenia
Percina cymatotaenia är en fiskart som först beskrevs av Charles Henry Gilbert och Seth Eugene Meek, 1887.  Percina cymatotaenia ingår i släktet Percina och familjen abborrfiskar. IUCN kategoriserar arten globalt som starkt hotad. Inga underarter finns listade i Catalogue of Life.